# Sergej Grjazcov
Sergej Alexandrovič Grjazcov (rusky Сергей Александрович Грязцов; * 26. července 1986) je ruský rychlobruslař.
Od roku 2005 se účastnil juniorských světových šampionátů, ve Světovém poháru debutoval roku 2007. Na mistrovství Evropy poprvé startoval v roce 2012, kdy skončil na 19. příčce. V roce 2014 byl na Mistrovství světa ve víceboji dvanáctý. Největších úspěchů dosáhl na evropském šampionátu 2018, kdy byl pátý na trati 1500 m a také získal stříbrnou medaili ve stíhacím závodě družstev.